# Aristolochia iberica
Aristolochia iberica är en piprankeväxtart som beskrevs av Fisch. & C. A. Mey. och Pierre Edmond Boissier. Aristolochia iberica ingår i släktet piprankor, och familjen piprankeväxter. Inga underarter finns listade i Catalogue of Life.